# Tentativa de golpe de Estado em Bangladesh em 1996
A tentativa de golpe de Estado em Bangladesh em 1996 foi uma tentativa de golpe lançada pelo chefe do Estado-Maior do Exército de Bangladesh Abu Saleh Mohammad Nasim contra o presidente do Bangladesh Abdur Rahman Biswas. O golpe falhou e o chefe do Estado Maior do Exército foi demitido.

## Antecedentes
Em fevereiro de 1996, a primeira-ministra de Bangladesh, Khaleda Zia, realizou eleições que foram boicotadas pelo principal partido de oposição, a Liga Popular de Bangladesh, liderada por Sheikh Hasina, que exigiu que as eleições fossem realizadas sob um governo interino neutro. A constituição foi emendada e a formação de um governo provisório neutro ocorreu. Durante o período entre fevereiro e junho, o major general G.H. Murshed Khan e o brigadeiro-general Hameedur Rehman criticaram a situação política do país. O presidente Abdur Rahman Biswas pediu ao chefe do Estado-Maior do Exército de Bangladesh, o tenente-general Abu Saleh Mohammed Nasim, que tomasse medidas contra os oficiais. Nasim recusou-se, o que levou o presidente a dispensar esses oficiais através do Ministério da Defesa. G. H. Morshed Khan era o GOC do Acantonamento de Bogra e Hameedur Rahman era o vice-chefe dos Bangladesh Rifles.

## Golpe
O tenente-general Abu Saleh Mohammed Nasim insurgiu-se contra as ordens presidenciais e organizou tropas leais a si. Nasim foi colocado sob prisão domiciliar por tropas leais ao governo e foi dispensado do serviço, posteriormente seria reformado por acusações de sedição. Os soldados leais ao governo também bloquearam as estradas que levavam à capital Daca, pois estas poderiam ser usadas para trazer tropas leais ao general Nasim. A situação era mais tensa no norte do Acantonamento de Bogra, onde o GOC, Major General G.H. Murshed Khan, foi dispensado pelo presidente. Soldados protegiam as estações televisivas e de rádio governistas. O General Nasim foi colocado sob a custódia da Polícia Militar e mantido no rancho dos oficiais de alta patente. Os soldados do acantonamento de Bogra e do acantonamento de Mymensingh apoiaram o general Nasim. Os soldados do acantonamento de Mymensingh tentaram marchar até Daca, mas regressaram às suas bases quando o presidente ordenou que o fizessem. As tropas do acantonamento de Bogra não conseguiram alcançar Daca, porque não puderam cruzar o rio Jamuna. A outra margem do rio Jamuna era controlada por tropas do acantonamento de Savar que permaneceram leais ao presidente.

## Resultado
O major-general Mahbubur Rahman foi nomeado novo chefe do exército pelo presidente. Shiekh Hasina venceu a eleição parlamentar que foi realizada pelo governo interino. O general Mahbubur Rahman se juntou ao Partido Nacionalista de Bangladesh após a aposentadoria. O golpe fracassado fortaleceu a imagem do exército de Bangladesh e sua disposição de apoiar a democracia.